# Christian Ludwig Ideler
Christian Ludwig Ideler (21 de septiembre de 1766 – 10 de agosto de 1846) fue un cronologista y astrónomo alemán.

## Vida
Ideler nació en Gross-Brese, cerca de Perleberg, en la región de Brandeburgo. Su primer trabajo fue la edición en 1794 de un almanaque astronómico para el gobierno de Prusia. Enseñó matemáticas y mecánica en la escuela forestal y en la escuela militar.
En 1821 fue nombrado profesor en la Universidad Humboldt de Berlín, y en 1829 miembro extranjero del Instituto de Francia. De 1816 a 1822 fue tutor de los príncipes de Prusia William Frederick y Charles.
Murió en Berlín el 10 de agosto de 1846.

## Trabajos
Dedicó su vida principalmente al examen de sistemas antiguos de cronología. En 1825-1826 publicó su trabajo más importante, "Handbuch der mathematischen und technischen Chronologie" (Manual de cronología matemática y técnica, 2 vols.; 2.º ed., 1883), reeditado como "Lehrbuch der Chronologie" (Libro de texto de cronología, 1831); y un volumen suplementario, "Die Zeitrechnung der Chinesen" (La consideración del tiempo para los chinos), aparecido en 1839 en Berlín.
Escribió también "Historische Untersuchungen über die astronomischen Beobachtungen der Alten (Investigaciones Históricas sobre las observaciones astronómicas de la antigüedad, Leipzig, 1806), "Untersuchungen über den Ursprung und dado Bedeutung der Sternnamen" (Investigaciones sobre el origen e importancia de los nombres de las estrellas) y "Über den Ursprung des Thierkreises" (Orígenes del Zodíaco, 1838). Con Nolte publicó manuales en lengua inglesa y francesa y literatura.
Su hijo, Julius Ludwig Ideler (1809-1842), escribió "Meteorologia veterum Graecorum et Romanorum" (Meteorología de los antiguos Griegos y Romanos; 1832).

## Eponimia
- El cráter lunar Ideler lleva este nombre en su memoria.